# Stevan Hristić
Stevan Hristić (serb. Стеван Христић; ur. 19 czerwca 1885 w Belgradzie, zm. 21 sierpnia 1958 tamże) – serbski kompozytor i dyrygent.

## Życiorys
W latach 1904–1908 studiował w konserwatorium w Lipsku Arthura Nikischa (dyrygentura) i Stephana Krehla (kompozycja). Uzupełniające studia muzyczne odbył w Rzymie, Moskwie i Paryżu. W latach 1912–1914 był dyrygentem Teatru Narodowego w Belgradzie oraz nauczycielem śpiewu w seminarium duchowym. Pełnił funkcję dyrygenta filharmonii (1923–1934) i opery (1924–1934) belgradzkiej. Od 1937 do 1950 roku wykładał kompozycję w konserwatorium w Belgradzie. W latach 1951–1953 pełnił funkcję przewodniczącego Związku Kompozytorów Jugosłowiańskich. W 1950 roku został członkiem Serbskiej Akademii Nauk.
Skomponował m.in. dramat muzyczny Suton (1925, wersja zrewid. 1954) i balet Ohridska legenda (1933, wersja zrewid. 1958), a także liczne utwory religijne na chór.